# Paulo Roberto Falkao
Paulo Roberto Falkao (port. Paulo Roberto Falcão; rođen 16. februara 1953. u Abelardu Lusu, Brazil) je brazilski fudbalski trener i bivši fudbaler, trenutno je trener Internasionala. Falkao se smatra za jednog od najboljih igrača u istoriji Internasionala i Rome a takođe važi za jednog od najtalentovanijih igrača sredine terena svih vremena, a pogotovo sredinom 80-ih godina kada je bio na vrhuncu karijere.
Za fudbalski reprezentaciju Brazila je odigrao 37 utakmica i postigao 7 golova između februara 1976. i juna 1986. Uvršten je u FIFA 100 listu od strane Pelea, kao jedan od 125 najboljih živih fudbalera.

## Spoljašnje veze
- Profil na national-football-teams.com